# Kobilica (zviježđe)
Kobilica (lat: Carina) je zviježđe južne polutke s najsjajnijom zvijezdom Canopus. Jedna od tri konstelacije koje su nastale nakon podjele zviježđa Brod Argo. Ostale dvije su Krma i Jedro. Okruženo je zviježđima Kentaura, Jedra, Kameleona, Krme, Leteće ribe, Mušice i Slikarskog stalka.
Objekti dubokog neba koji se nalaze u zviježđu Kobilice su: emisijska maglica NGC 3372 (Eta Carina), otvorene skupove NGC 2516, IC 2602 (poznat kao i Južne Plejade), NGC 3532 i galaktički skup 1E 0657-56.
Kobilica sadrži radijant meteorskog pljuska Eta Karinida, koji doseže vrhunac oko 21. siječnja svake godine.